# Дионесов, Семён Максимилианович
Семён Максимилианович Дионесов (первоначальная фамилия Левинсон; 4 октября 1901, Витебск — 2 ноября 1984, Ворошиловград) — советский учёный в области физиологии, доктор биологических наук (1947), профессор (1949).

## Биография
Семён Максимилианович Левинсон (партийная кличка и впоследствии фамилия Дионесов) родился в семье крупного витебского предпринимателя, купца первой гильдии Моисея Григорьевича Левинсона, одного из учредителей витебского «Общества призрения бедных, престарелых и сирот-евреев». Его дед, Гозиас Рубинович Левинсон, в 1875 году основал первый в Витебске пивоваренный завод «Левенбрей» («Витебская Бавария») на 3-й Верхне-Набережной улице. В 1913 году пивоваренный завод стал акционерным обществом под руководством дяди С. М. Дионесова — Адольфа Григорьевича Левинсона (его жена, музыкальный педагог и ученица А. Г. Рубинштейна Фрида Давидовна Тейтельбаум-Левинсон, была первым педагогом пианистки Марии Юдиной).
В 1921 году был назначен заведующим театральной секцией и заместителем заведующего художественного подотдела губполитпросвета при Витебском губисполкоме. В результате чистки партийных рядов в том же году исключён из членов РКП(б).
Окончил Ленинградскую Военно-медицинскую академию (1927), где и работал в 1930—1937 на кафедре физиологии. Одновременно с 1933 — работал в Институте эволюционной физиологии и патологии высшей нервной деятельности (в 1941—1950 — зав. лабораторий эволюции функций эндокринных органов). В 1936—1941 — сотрудник отдела эволюционной физиологии Всесоюзного института экспериментальной медицины. В 1941—1950 — заведующий лабораторией института имени И. П. Павлова в Колтушах. В 1950—1953 — возглавлял кафедру нормальной физиологии Киргизского медицинского института. В 1953—1957 — зав. одноимённой кафедры Благовещенского мед. института, в 1957—1960 — Ижевского мед. института, в 1960—1965 — Луганского мед. института. В 1965—1984 — зав. кафедрой анатомии и физиологии Ворошиловоградского пед. института.

Состоял членом редакционной коллегии «Физиологического журнала СССР» и ответственным секретарём биологической серии журнала «Известия Академии Наук СССР».

## Научные работы
- «Случай резкого торможения поджелудочной секреции внешними условиями опыта» // Рус. физиол. журн. 1925. № 3-4;
- «Роль гормонов в реакции желудка на болевое раздражение». Москва, 1948;
- «Иван Петрович Павлов. Очерк жизни и деятельности». Ленинград, 1949;
- «Боль». Благовещенск, 1958;
- «Боль и её влияние на организм человека и животного». Москва, 1963;
- «В. А. Кашеварова-Руднева — первая русская женщина — доктор медицины». Москва, 1965;
- «Новые данные о становлении реакции на болевое раздражение» // ФЖ СССР им. И. Сеченова. 1972. № 7 (соавтор.)